# 5401 Minamioda
5401 Minamioda (1989 EV) là một tiểu hành tinh vành đai chính được phát hiện ngày 6 tháng 3 năm 1989 bởi T. Nomura và K. Kawanishi ở Minami-Oda.